# Ружина (водосховище)
Ружина (Ružiná) — водосховище на Будінському потоці; місце розташування — округ Лученець.
Площа 0,45 км². Збудовано на Будінському потоці в 1960—1970-х роках. Розташоване біля села  Ружина.